# St.-Marien-Kirche (Flemendorf)

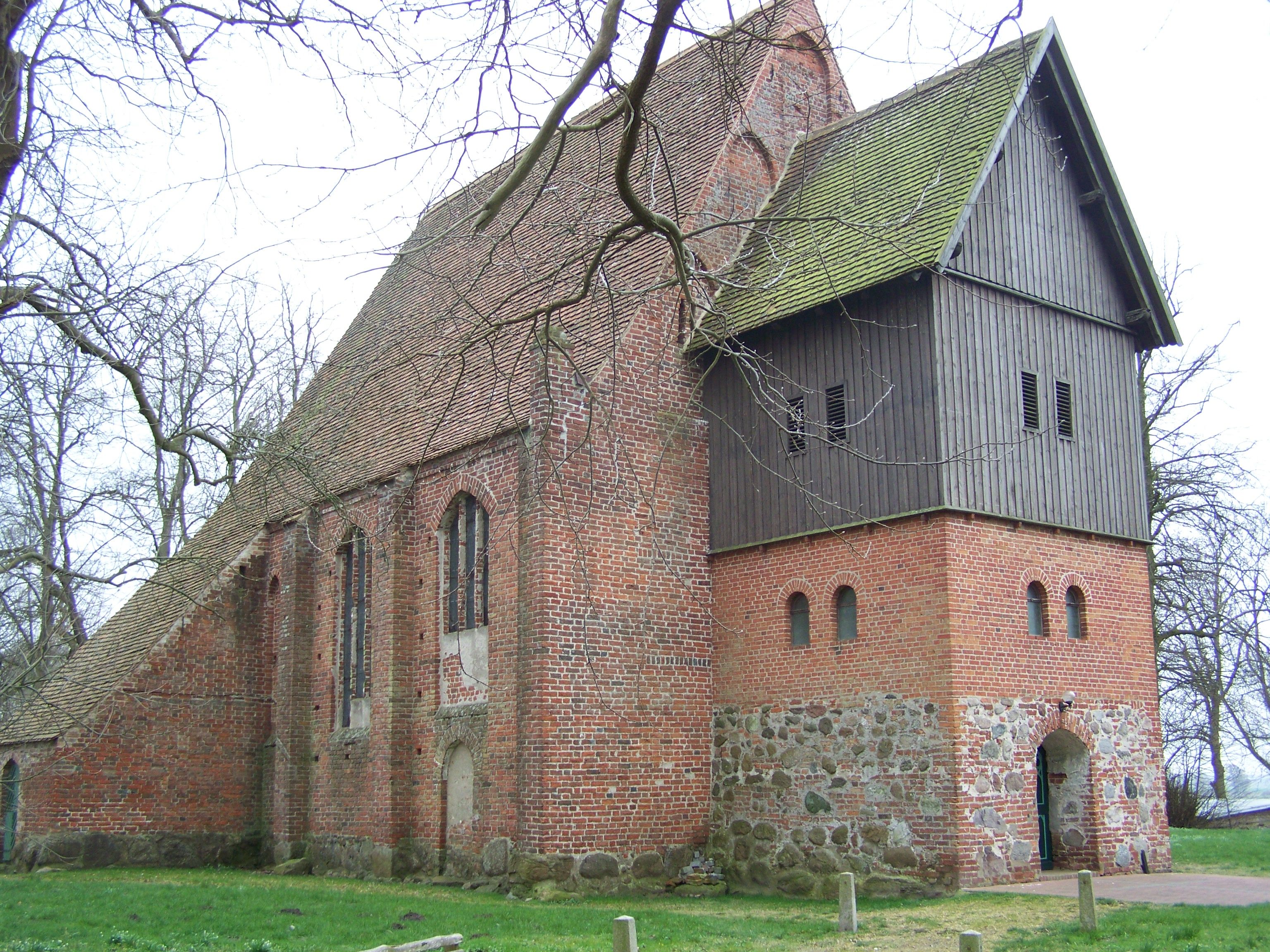
Die Dorfkirche in Flemendorf

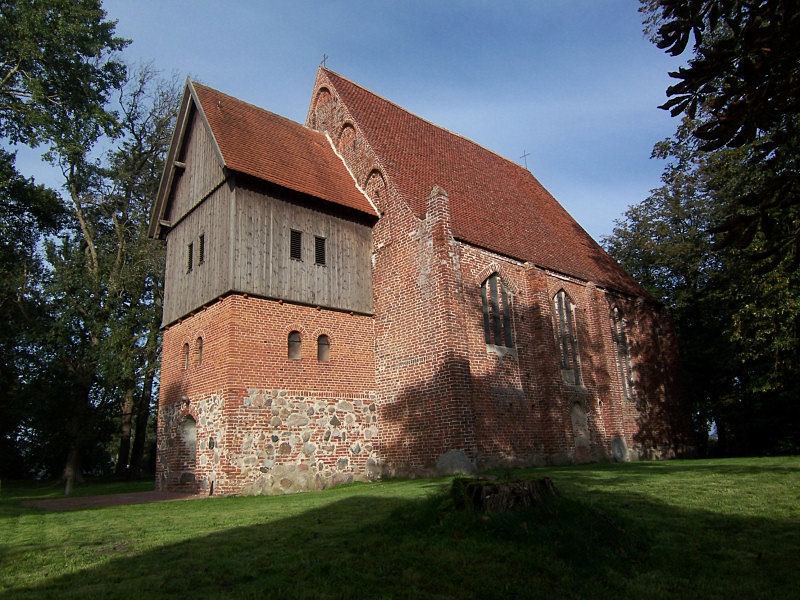
Die Dorfkirche in Flemendorf

Die St.-Marien-Kirche Flemendorf ist ein aus dem 14. Jahrhundert stammendes Kirchengebäude in Flemendorf in Vorpommern.

## Geschichte
Die schlichte Kirche wurde um 1380 auf einem Feldsteinsockel errichtet. Sie ist eine Vertreterin der für diese Region typischen Backsteingotik. Der 7/12-Chorabschluss ist weit gefächert. Der niedrige Kirchturm wurde im 19. Jahrhundert angebaut, wobei das steinerne Untergeschoss aus dem 15. Jahrhundert stammt; ursprünglich gab es einen in Fachwerk ausgeführten Turm, seit dem 19. Jahrhundert steht der noch heute erhaltene verbretterte Turmaufsatz. 1935 wurde der neugotische Zierrat der Einrichtung entfernt oder verdeckt.

## Ausstattung
Spätgotische Wandmalereien (Christophorus, Kreuztragung) sind teilweise erhalten. Aus derselben Zeit stammen das Sakramentshaus, ein Kruzifix, ein Madonnenrelief und eine Heiligenfigur. Das Sakramentshaus in der Turmhalle ist in den 1930er Jahren innen volkstümlich bemalt worden.
Im barocken Altaraufsatz ist ein spätgotisches Sippenbild zu sehen; es entstand um 1515 im Umkreis von Albrecht Dürer und war ursprünglich für die Dominikanerkirche in Nürnberg bestimmt, von wo es erst im 19. Jahrhundert nach Flemendorf kam. Dargestellt ist Anna selbdritt, im Hintergrund ihre drei Ehemänner und die Ehemänner ihrer drei Töchter; die beiden anderen Töchter stehen neben ihr und zu ihren Füßen spielen deren Kinder. Oben thront Gott über seinem Sohn und dem Heiligen Geist. Im Vordergrund ist kniend die Stifterfamilie Heinlein aus Nürnberg dargestellt. Die Familie ließ das Bild zum Gedächtnis an Apolonia Heinlein († 1513) anfertigen (s. Gerhard Weilandt, Burkard Kunkel, Die Sippentafel in Flemendorf. Ein Gemälde der Dürernachfolge in Vorpommern, in: Kunstchronik 64 (2011), S. 435–440). Es wurde 1935 restauriert, bedarf derzeit (Stand: 2010) einer weiteren Sicherung.
Weitere Gegenstände im Innern sind hölzerne Epitaphien (16. und 17. Jahrhundert), der Altaraufsatz und der schwebende barocke Taufengel (beide 18. Jahrhundert), die Kanzel, Empore und das Gestühl (1853). Der Taufengel wurde im Jahr 2008 rekonstruiert, dafür waren Spendengelder in Höhe von 11.000 Euro gesammelt worden.

## Orgel
Die einmanualige Orgel wurde 1858 von Barnim Grüneberg gebaut. Sie ist die zweitälteste Kegelladen-Orgel in Vorpommern. 2003 wurde sie vollständig restauriert.

## Geläut
Zum Geläut der Kirche gehören zwei Glocken. Die ältere der beiden wurde 1777 vom Stralsunder Gottlieb Metzger gegossen und besteht aus Bronze, die zweite Glocke besteht aus Stahl und wurde 1962 gefertigt. Die stählerne Glocke ist stillgelegt, bei der bronzenen ist die Aufhängung defekt; die Kirchgemeinde strebt die Reparatur zumindest der bronzenen Glocke an.

## Gemeinde
Die Kirchgemeinde gehört seit 2012 zur Propstei Stralsund im Pommerschen Evangelischen Kirchenkreis der Evangelisch-Lutherischen Kirche in Norddeutschland. Vorher gehörte sie zum Kirchenkreis Stralsund der Pommerschen Evangelischen Kirche.